# Bernoldo de Constança
Bernoldo ou Bertoldo de Constança (em latim: Bertholdus Constantiensis; c. 1054 — Schaffhausen, 16 de setembro de 1100) foi um cronista, escritor e defensor das reformas gregorianas no monasticismo europeu de sua época.

## Vida
Bernoldo foi educado em Constança e estudou com o renomado Bernardo de Constança. Em 1079, compareceu ao Sínodo da Quaresma, em Roma, no qual Berengário de Tours se retratou e ficou na Itália até 1084, provavelmente participando do Concílio de Placência, no qual foi a principal autoridade presente.
Já de volta a Constança, participou da ordenação do bispo Gebhard e foi ele próprio ordenado pelo legado papal. Em 1086, seguiu com Gebhard como conselheiros de Herman, um pretendente da coroa imperial, na Batalha de Bleichfeld. Na mesma época, entrou primeiro para a Abadia de St. Blasien, em St. Blasien na Floresta Negra, e, depois, em 1091, para a Abadia de Todos os Santos, perto de Schaffhausen, onde morreu.

## Obras
Dezessete tratados de Bernoldo sobreviveram, a maior parte apologéticos da política papal, defesas da primazia papal ou defesas dos que a advogavam ou a forçavam no império. Entre eles estão: "De prohibendâ sacerdotum incontinentiâ" (contra o concubinato clerical); "De damnatione schismaticorum" e "Apologeticus super excommunicationem Gregorii VII" (justificando a excomunhão dos cismáticos e de Henrique IV e seus aliados).
De maior interesse é a Crônica de Bernoldo, chamada "Chronicon", cuja última parte é um conciso relato dos eventos da época feito por um observador inteligente e inteirado, mas ferrenho defensor do argumento papal.
Bernoldo escreveu ainda a "Micrologus de ecclesiasticis observationibus" (c. 1085), um longo comentário sobre a liturgia papal que tornou-se um importante tratado litúrgico medieval. Graças a ele, a igreja germânica finalmente ganhou um sacramentário que já era padrão por todo o império. A forma da missa descrita no "Micrologus" foi também estabelecida, por ordem dos bispos locais, para a Hungria também por volta de 1100.

## Atribuição
- "Bernold of Constance" na edição de 1913 da Enciclopédia Católica (em inglês).  Em domínio público.